# هری گرینهالگ
هری گرینهالگ (انگلیسی: Harry Greenhalgh; ۲۷ ژوئن ۱۹۰۰ – 1982) بازیکن فوتبال اهل بریتانیا بود.
از باشگاه‌هایی که در آن بازی کرده‌است می‌توان به باشگاه فوتبال بولتون واندررز اشاره کرد.